# Морська артилерія
Морська артилерія — вид артилерії, що за організаційною належністю до видів Збройних сил належить ВМФ. До морської артилерії належать артилерійські установки, що перебувають на озброєнні кораблів (корабельна артилерія) і берегових військ (берегова артилерія) і призначені для ураження (руйнування) морських, повітряних і берегових (наземних) об'єктів (цілей).
За своїм призначенням морська артилерія ділиться на головну артилерію (для вирішення основних завдань), протимінну (історично, для відбиття атак міноносців), зенітну (для протиповітряної оборони) й універсальну.
За наявністю і особливостями конструктивного захисту артилерійських установок морська артилерія може бути баштовою, палубно-баштовою, казематною (історична), щитовою і відкритою, а виходячи з конструкції каналу ствола — гладкоствольною (історична) або нарізною.
За величиною діаметра каналу ствола розрізняють морську артилерію великого калібру (152 мм і більше), середнього (від 85 до 152 мм) і малого (менше 76 мм). Морська артилерія має велику дальність стрільби.